# Еме Жаке
Еме́ Жаке́ (фр. Aimé Jacquet; нар. 27 листопада 1941 року, Сай-су-Кузан, Франція) — французький футбольний тренер і колишній футболіст. Був головним тренером збірної Франції, коли вона перемогла на чемпіонаті світу 1998 року.

## Ігрова кар'єра
Еме Жаке народився в Сай-су-Кузан, департаменті Луара. Він почав свою кар'єру як аматор у місцевому клубі «УС Кузан», поки працював на фабриці. Завдяки скаутам з «Сент-Етьєна», які привели його до клубу 1959 року, став займатись футболом професійно. Через рік Жаке підписав свій перший професійний контракт з «Сент-Етьєном». За тринадцять років перебування в одній з найуспішніших команд того часу Еме виграв п'ять чемпіонських титулів та три кубка Франції. Він також починав грати за національну збірну, але кар'єра в ній не склалась, тому він провів лише два матчі. 1973 року Жаке покинув «Сент-Етьєна» та перейшов до регіонального суперника, у ліонський «Олімпік», де через три роки завершив свою кар'єру як гравець.

## Тренерська кар'єра

### Початок
Протягом чотирьох років Жаке працював з «Ліоном», де закінчив свою ігрову кар'єру. 1980 року очолив «Бордо», з яким за дев'ять років виграв три чемпіонства та два кубка країни, а також двічі доходив до півфіналів європейських турнірів. З 1989 по 1991 роки працював у скромніших клубах: «Монпельє» та «Нансі».
1992 року Жаке було призначено помічником тренера національної збірної Франції Жерара Ульє. Після того як збірна не пройшла кваліфікацію на чемпіонат світу 1994 року, Еме було тимчасово призначено виконуючим обв'язки головного тренера. Після вдалої серії товариських матчів, зокрема перемоги на Італією в Неаполі в лютому 1994 року, Жаке було надано статус головного тренера збірної.
Жаке обрав капітаном команди Еріка Кантона, який у той час добре виступав у англійській Прем'єр-лізі. Але в січні 1995 року Кантона вдарив вболівальника «Крістал Пелес», за що його на рік дискваліфікували від міжнародних матчів. Так як Ерік був один зі ключових гравців команди, Жаке змушений був оновлювати склад збірної, запрошуючи молодих гравців, серед яких були Зінедін Зідан, Ліліан Тюрам, Крістіан Карембьо. Деякі вболівальник були незадоволені діями наставника збірної, але тим не менш команда кваліфікувалась на чемпіонат Європи 1996 року.
На турнірі Франція дійшла до чвертьфіналу, поступившись Чехії в серії післяматчевих пенальті, що показало, що в команди є майбутнє і без ветеранів, таких як Ерік Кантона, Жан-П'єр Папен і Давід Жинола. Гарний виступ на чемпіонаті дозволив Жаке привернути до себе прихильність ЗМІ та вболівальників .

### Чемпіонат світу 1998
Під час товариських матчів після Євро-1996 збірна Франції показувала занадто оборонний футбол, за що її та головного тренера одразу почали критикувати, говорячи, що в такої команди немає шансів на майбутньому чемпіонаті світу. Жаке ігнорував напади преси, зосередившись на вдосконаленні гри збірної.
Недовіра до головного тренера збірної продовжувала збільшуватись. У травні 1998 року замість списку з двадцяти двох чоловік, які б мали грати на чемпіонаті світу, Еме дав список з двадцяти восьми футболістів. Після чого щоденна газета «L'Équipe» написала, що Жаке не той тренер, що може привести команду до перемоги.
Однак з початком кваліфікаційного раунду до світової першості стало зрозуміло, що гра збірної добре налагоджена, і, незважаючи на травми та дискваліфікації, була стабільною. 12 липня 1998 року у фіналі чемпіонату світу Франція впевнено перемогла Бразилію з рахунком 3-0 .
Увечері в день перемоги Жаке оголосив, що покидає місце головного тренера збірної. Замість цього він став технічним директором команди. На цій посаді він пробув до 31 грудня 2006 року, аж поки його не замінив Жерар Ульє.
Зараз Жаке офіційно знаходиться на пенсії. У Сай-су-Кузан, його рідному місті, названо стадіон його іменем. У червні 2009 року він оголосив про свою підтримку місту Ансі в боротьбі за проведення Олімпійських ігор 2018 .

## Статистика
| Чемпіонат | Чемпіонат  | Чемпіонат | Ліга | Ліга                       | Кубок         | Кубок         | Континент. змаг. | Континент. змаг. | Всього | Всього |
| Сезон     | Клуб       | Ліга      | Ігри | Голи                       | Ігри          | Голи          | Ігри             | Голи             | Ігри   | Голи   |
| Франція   | Франція    | Франція   | Ліга | Ліга                       | Кубок Франції | Кубок Франції | Європа           | Європа           | Всього | Всього |
| --------- | ---------- | --------- | ---- | -------------------------- | ------------- | ------------- | ---------------- | ---------------- | ------ | ------ |
| 1960/61   | Сент-Етьєн | Ліга 1    | 2    | 0                          |               |               |                  |                  |        |        |
| 1961/62   | Сент-Етьєн | Ліга 1    | 0    | 0                          |               |               |                  |                  |        |        |
| 1962/63   | Сент-Етьєн | Ліга 2    | 2    | 1                          |               |               |                  |                  |        |        |
| 1963/64   | Сент-Етьєн | Ліга 1    | 2    | 0                          |               |               |                  |                  |        |        |
| 1964/65   | Сент-Етьєн | Ліга 1    | 3    | 0                          |               |               |                  |                  |        |        |
| 1965/66   | Сент-Етьєн | Ліга 1    | 27   | 2                          |               |               |                  |                  |        |        |
| 1966/67   | Сент-Етьєн | Ліга 1    | 36   | 5                          |               |               |                  |                  |        |        |
| 1967/68   | Сент-Етьєн | Ліга 1    | 35   | 3                          |               |               |                  |                  |        |        |
| 1968/69   | Сент-Етьєн | Ліга 1    | 31   | 3                          |               |               |                  |                  |        |        |
| 1969/70   | Сент-Етьєн | Ліга 1    | 23   | 4                          |               |               |                  |                  |        |        |
| 1970/71   | Сент-Етьєн | Ліга 1    | 0    | 0                          |               |               |                  |                  |        |        |
| 1971/72   | Сент-Етьєн | Ліга 1    | 2    | 1                          |               |               |                  |                  |        |        |
| 1972/73   | Сент-Етьєн | Ліга 1    | 29   | 3                          |               |               |                  |                  |        |        |
| 1973/74   | Ліон       | Ліга 1    | 15   | 2                          |               |               |                  |                  |        |        |
| 1974/75   | Ліон       | Ліга 1    | 7    | 0                          |               |               |                  |                  |        |        |
| Країна    | Франція    | Франція   | 214  | 24\|\|\|\|\|\|\|\|\|\|\|\| |               |               |                  |                  |        |        |
| Всього    | Всього     | Всього    | 214  | 24\|\|\|\|\|\|\|\|\|\|\|\| |               |               |                  |                  |        |        |

| Збірна Франції | Збірна Франції | Збірна Франції |
| Роки           | Ігри           | Голи           |
| -------------- | -------------- | -------------- |
| 1968           | 2              | 0              |
| Всього         | 2              | 0              |

## Досягнення

### Як гравець
«Сент-Етьєн»
- Чемпіон Франції: 1963-64, 1966-67, 1967-68, 1968-69, 1969-70
- Володар кубка Франції: 1961-62, 1967-68, 1969-70
- Володар Суперкубка Франції: 1967, 1968, 1969

### Як тренер
«Бордо»
- Чемпіон Франції: 1983-84, 1984-85, 1986-87
- Володар Кубка Франції: 1985-86, 1986-87
- Володар Суперкубка Франції: 1986

Збірна Франції
- Чемпіон світу: 1998

## Нагороди
- 1998 року Жаке став Кавалером Ордену Почесного легіону [5][6].
- 2005 року був номінований на звання Офіцера [7].